# Touzi Yiqing
Touzi Yiqing (chiń. 投子義青, pinyin Tóuzĭ Yìqīng; kor. 투자의청 T’uja Uich’ŏng; jap. Tōsu Gisei; wiet. Đầu Tử Nghĩa Thanh; ur. 1032, zm. 1083) – chiński mistrz chan szkoły caodong, uczeń mistrza chan Fushana Fayuana.

## Życiorys
Yiqing pochodził z dawnego Qingshe, w pobliżu dzisiejszego miasta Yanshi w prow. Henan.
Już w wieku 7 lat odszedł z domu do klasztoru Miaoxiang. Początkowo studiował „doktrynę 100 dharm” szkoły faxiang (jogaczara). Stał się znanym wykładowcą sutr i śastr. Jednak pewnego dnia miał powiedzieć [Ta doktryna] jest niejasna i rozległa. Co za pożytek z całej jej trudności? Nieco później zaczął studiować doktrynę szkoły huayan i po przeczytaniu słów „umysł to własna natura” osiągnął wgląd, że Dharma nie jest do znalezienia w napisanych słowach i jak ktoś może o niej mówić?
Postanowił poszukać mistrza chan. Po odwiedzeniu kilku mistrzów, dotarł do mistrza Fushana Fayuana (991–1067). Fayuan rozpoznał jego wielkie zdolności przyjął go na swojego ucznia (chiń. xu rushi).
Fayuan był mistrzem szkoły linji, który na prośbę zdeterminowanego brakiem spadkobiercy, ostatniego mistrza szkoły caodong Dayanga Jingxuana, zgodził się poprowadzić klasztor i nauczać w stylu cadong.
Mistrz opowiedział Yiqingowi historię spotkania niebuddysty z Buddą. Ów niebuddysta powiedział Nie pytam cię o to, co może być wypowiedziane i nie pytam cię o to, co może być niewypowiedziane.
Po trzech latach mistrz wezwał Yiqinga i powiedział „Zobaczmy czy zapamiętałeś swoje huatou”.
Yiqing zaczął odpowiadać, gdy Fayuan zakrył mu nagle usta swoją dłonią. W tym momencie Yiqing osiągnął oświecenie i pokłonił się.
Fayuan spytał Czy przebudziłeś się do tajemniczego działania?
Yiqing powiedział To było tak, jakbym musiał to wypluć.
Stojący na uboczu służący powiedział Dzisiaj Qing Huayan (Yiqing) poci się jakby był chory!
Yiging obrócił się do niego i krzyknął Nie mów tak ordynarnie! Jeśli jeszcze raz [tak powiesz], zwymiotuję!
Po następnych trzech latach mistrz wyjawił Yigingowi zasadnicze nauki przekazywane od mistrza Dongshana Liangjiego i Yiqing pojął je natychmiast.
Fayuan powiedział wtedy:
Dawno temu otrzymałem portret mistrza chan Ming’ana razem z jego szatą i skórzanymi butami. Poinstruował mnie, abym znalazł przekaźnik Dharmy, aby kontynuował tradycję. Widzę, że twoje zrozumienie nie jest gorsze od poprzedniej doskonałości.
Następnie Fayuan powiedział Yiqingowi wiersz proroczy i nadmienił Musisz kontynuować tradycję i styl Dayanga dla mnie.
| Trawa na szczycie góry Yangguang, wzrost i jej rozrost i oczyszenie zależy od ciebie; gdzie wyrastające kiełki mieszają się i rozwijają, głębokie i gęste, duchowe korzenie się wzmacniają. |

Potem Fayuan posłał Yiqinga po dalsze nauki do mistrza Yuantonga Shena.
Po jakimś czasie Yiqing został opatem klasztoru Haihui na górze Baiyun (Białego Obłoku) w Jianzhou. Po kilku latach został promowany na opata klasztoru Touzi.
Pierwszego dnia piątego miesiąca 1083 r. mistrz włożył białą szatę, napisał wiersz i zmarł:
| Jako opat dwóch świątyń, nie mogłem podążać drogą Buddy. Moje pożegnalne przesłanie dla was wszystkich, Nie poszukujcie czegoś. |

Mistrz otrzymał pośmiertny tytuł „mistrz chan Całkowitego Współczucia”.
Występuje w gong’anie 64 z Congrong lu.

## Uczniowie i znaczenie mistrza
Mistrz Yiqing był pierwszym nauczycielem, który rozpoczął rewitalizację podupadłej tradycji caodong. Mimo najdziwniejszego przekazu Dharmy w historii chanu (przez pośredniczącego wybitnego mistrza tradycji linji) i związanego z tym późniejszego kwestionowania prawomocności przekazu i jego nieprzerwanej kontynuacji, wielka tradycja szkoły została uratowana właśnie przez Yiqinga.
Xudeng lu zawiera informację, że miał 7 spadkobierców Dharmy. Jednak praca ta zawiera informacje tylko o trzech. Z tych 7 uczniów najważniejszymi byli: wybitny mistrz Furong Daokai i nieco mniej znany Dahong Bao’en. Zarówno Daokai, jak i Bao’en mieli licznych spadkobierców; Daokai – 29, Bao’en – 13. Uczniowie Daokaia okazali się bardziej efektywni i odegrali w rewitalizacji większą rolę.
Szata i buty mistrza Dayanga Jingxuana został przez Yiqinga przekazana Furongowi Daokaiowi i ta właśnie linia przekazu okazała się główną. Została ona w pierwszej połowie XIII w. przeniesiona przez Dōgena do Japonii, gdzie znana jest jako szkoła sōtō.

## Linia przekazu Dharmy zen
Pierwsza liczba oznacza liczbę pokoleń od Pierwszego Patriarchy chan w Indiach Mahakaśjapy.
Druga liczba oznacza liczbę pokoleń od Pierwszego Patriarchy chan w Chinach Bodhidharmy.
Trzecia liczba oznacza początek nowej linii przekazu w innym kraju.
- 34/7. Qingyuan Xingsi (660–740)
- 35/8. Shitou Xiqian (700–790) autor poematu Cantong qi
- 36/9. Yaoshan Weiyan (751–834) (także Yueshan)
- 37/10. Yunyan Tansheng (770–841)
- 38/11. Dongshan Liangjie (807–869) Szkoła caodong
  - 39/12. Yunju Daoying (zm. 902)
    - 40/13/1. Sŏngak Hyŏngmi (864–917) Korea
    - 40/13/1. Chinch'ŏl Iŏm (869–936) Korea. Szkoła sumi san
    - 40/13. Tong’an Daoying (Daopi)(bd)
      - 41/14. Tong’an Guanzhi (bd)
        - 42/15. Liangshan Yuanguan (bd)
          - 43/16. Shimen Huiche (bd)
          - 43/16. Dayang Jingxuan (943–1027) (także Jingyan)
            - 44/17. Yinyang Qingpou (bd)
            - 44/17[a]. Fushan Fayuan[10] (991–1067) (także Yunjian)
              - 45/18. Touzi Yiqing (1032–1083)
                - 46/19. Puxian Biao (bd)
                - 46/19. Dahong Bao’en (1058–1111)
                  - 47/20. Tongfa (1082–1140)
                  - 47/20. Dahong Shanzhi (bd)
                  - 47/20. Qingdan (bd)
                  - 47/20. Jingyuan Shousui (1072–1147)
                    - 48/21. Dahong Qingxian (1103?–1180)

                - 46/19. Furong Daokai (1043–1118)
                  - 47/20. Jingyin Zijue (zm. 1117)
                  - 47/20. Danxia Zichun (1064–1119)
                    - 48/21. Hongzhi Zhengjue (1091–1157) (także jako Tiantong), autor Congronglu
                      - 49/22. Jingyin Kumu (bd)
                      - 49/22. Liaotang Siche (bd)
                      - 49/22. Sizong (1085–1153)
                      - 49/22. Zhide Huihui (1097–1183)

                    - 48/21. Huizhao Qingyu (1078–1140)
                    - 48/21. Zhenxie Qingliao (1088–1151)
                      - 49/22. Tiantong Zongjue (1091–1162)
                        - 50/23. Xuedou Zhijian (1105–1192)
                          - 51/24. Tiantong Rujing (1163–1228)
                            - 52/25/1. Dōgen Kigen (1200–1253) Japonia. Szkoła sōtō